# Pior que possa imaginar
Pior que possa imaginar è un singolo della cantante brasiliana Luísa Sonza, pubblicato il 22 marzo 2019 come secondo estratto dal primo album in studio Pandora.